# Paul Halcke

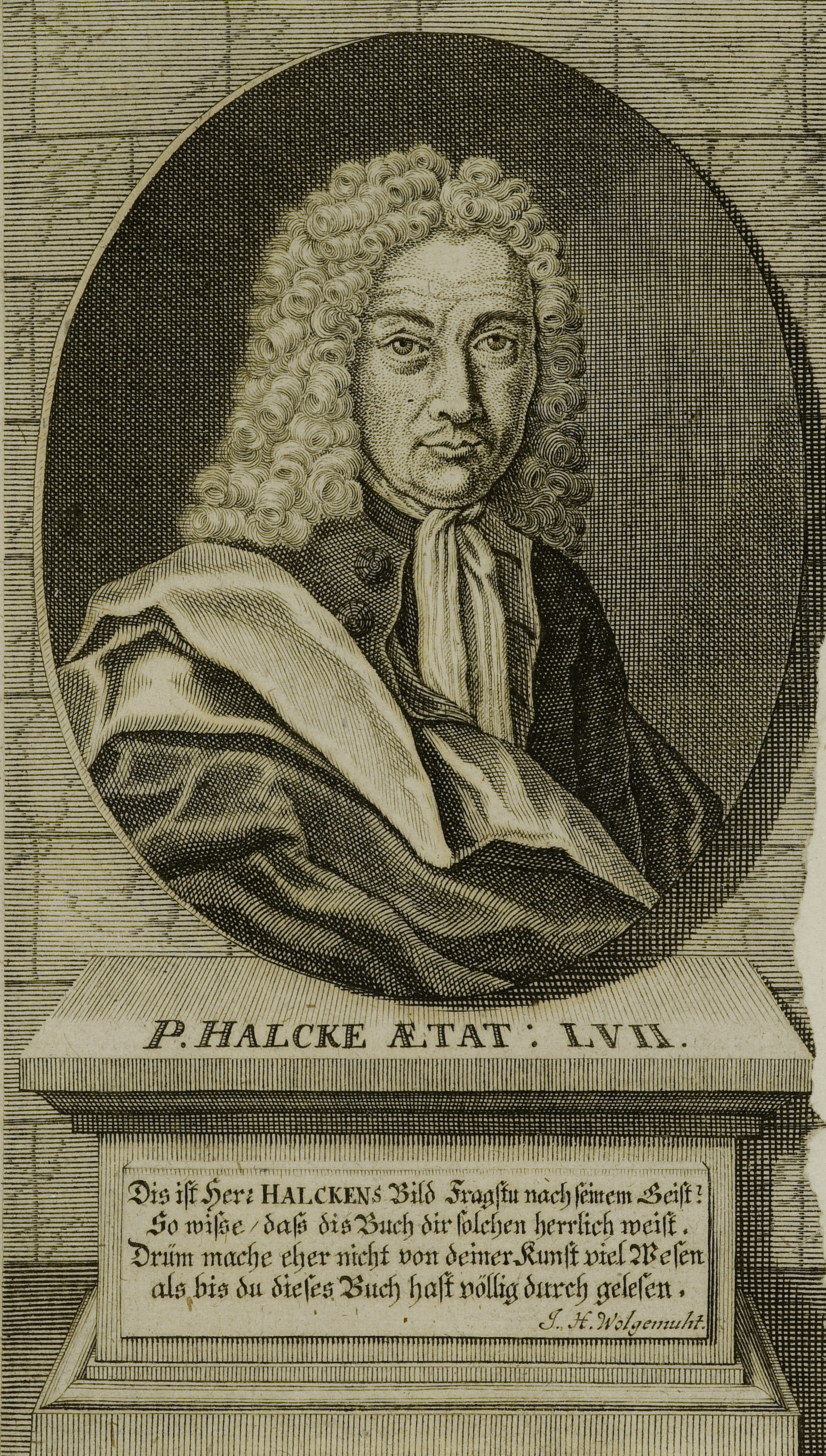
Kupferstich von H. Westphalen

Paul Halcke (auch: Paul Halcken oder Paul Halke), genannt „der Haltende“ (* 1662; † 1731 in Buxtehude) war ein deutscher Mathematiker, Schreib-/Rechenmeister sowie Kalendermacher.
Er war der Bruder des Schreib- und Rechenmeisters Johann Halcke und war 1690 mit Heinrich Meißner Gründungsmitglied der Hamburgischen Kunst-Rechnungs lieb- und übenden Societät, heute die Mathematische Gesellschaft in Hamburg. Seit etwa 1687 war er Schreib- und Rechenmeister der Stadtschule in Buxtehude.

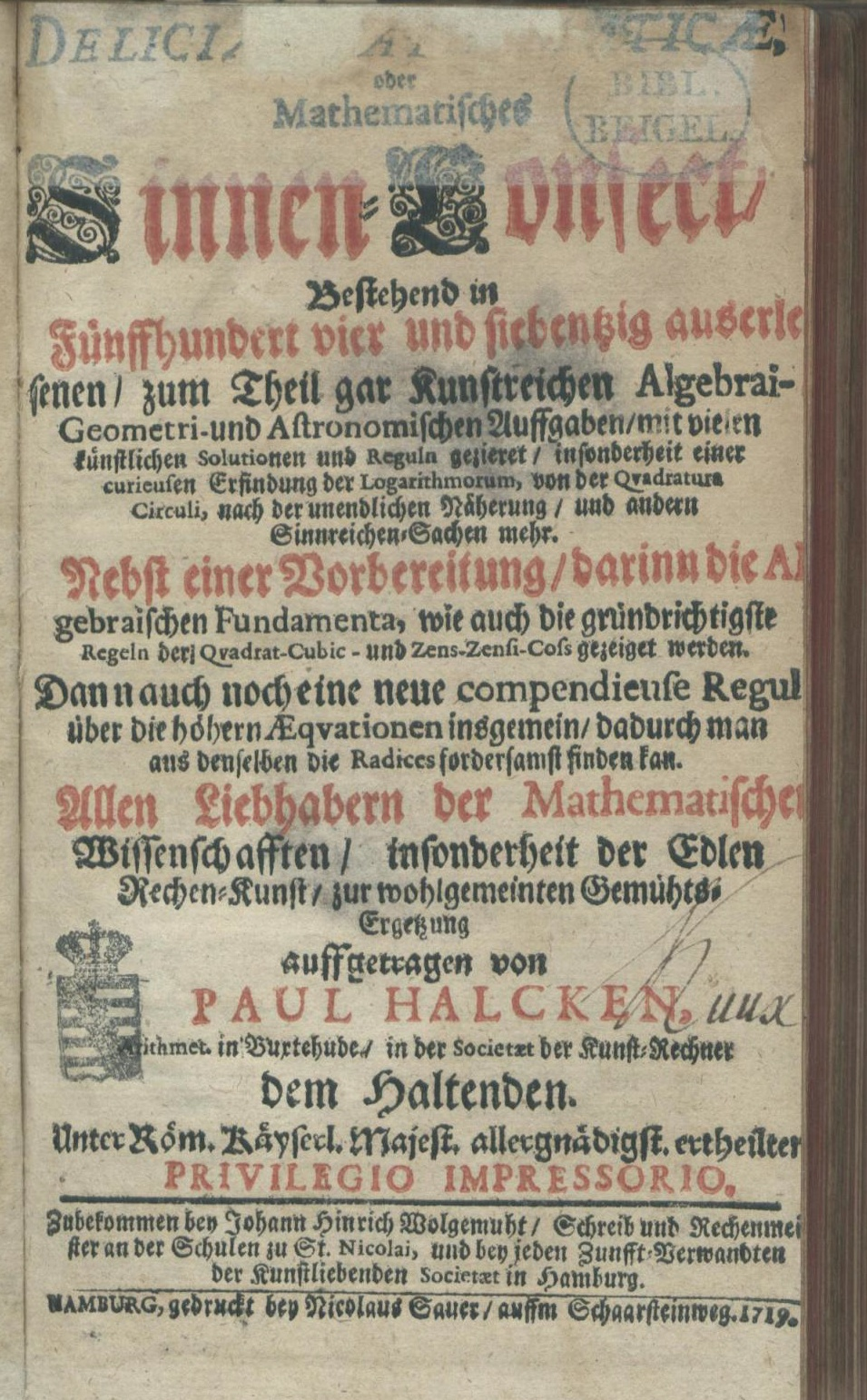
Titelblatt der "Deliciæ Mathematicæ"

1694 gab er ein Lösungsbuch zu Heinrich Meißners Aufgabensammlung Arithmetischer Kunst-Spiegel heraus. Er verfasste später eine eigene Sammlung von 574 Aufgaben aus der Mathematik und Astronomie, den Mathematischen Sinnen-Confect, der in verschiedene Sprachen übersetzt wurde und 100 Jahre lang als Standardwerk galt. Die Aufgaben sind immer wieder angereichert mit Gedichten und Beschreibungen von Lösungsverfahren. Auf Seite 256 stellt er die folgende Aufgabe 289, mit deren Lösung er als Entdecker des kleinsten Euler-Ziegels gilt:
Dieser Ziegel hat Kanten mit den ganzzahligen Längen 44, 117, 240 und Flächendiagonalen mit den ganzzahligen Längen 125, 244, 267.
Er gab daneben verschiedene Volkskalender für die Jahre 1705, 1707, 1715, 1716 und 1725 heraus.

## Werke (Auswahl)
- Herrn Heinrich Meißners Ao 1679 herausgegebener so genannter Arithmetischer Kunst-Spiegel : Bestehend In dreyhundert sechs und dreissig außerlesenen künstlichen Arithmeti:Algebrai: Polygonal: Geometr: und Astronomischen Auffgaben/ welche alle auswahren Gründe Auffgelöset ... ; welchem noch beygefüget ein Künstlicher Appendix. Darinn die neu-erfundene General-Regul enthalten/ durch welche man die Cossische Bilancen auff aller und jeden Zahlen ihre unendlichen Aggregaten finden kann ... / vorgestellet/ von Paul Halken/ Bestallten Schreib- und Rechenmeister in Buxtehude .... Jn Verlegung Gottfried Liebzeitens, Buchhändler in Hamburg und Stokkholm/ ist gedrukkt bey Hinrich von Wiering/ der Societät Buchdrukker/ 1694
- Deliciæ Mathematicæ, oder Mathematisches Sinnen-Confect/: Bestehend in Fünffhundert vier und siebentzig auserlesenen/ zum Theil gar Kunstreichen Algebrai- Geometri- und Astronomischen Auffgaben/ mit vielen künstlichen Solutionen und Reguln gezieret/ insonderheit einer curieusen Erfindung der Logarithmorum, von der Qvadratura Circuli ... und andern Sinnreichen-Sachen mehr; Nebst einer Vorbereitung/ darinn die Algebraischen Fundamenta, wie auch die grundrichtigste Regeln der Qvadrat- Cubic- und Zens-Zensi-Coss gezeiget werden (Wolgemuht, 1719) - 382 Seiten.
- Paul Halcke, Jacob Oostwoud: Mathematisch zinnen-confect, of wiskundige uytspanningen ter beoeffeningen van het verstand ..., Verlag Te Purmerende, Pieter Jordaan, 1767.
- Verbesserter Hamburgischer Curiositäten-Kalender Auff das 1715. Jahr Christi. Darinnen / nebst der gewöhnlichen Calender-Arbeit / abgehandelt werden / Unterschiedliche Mathemat - Physical - und Historische Curiositäten / was am Himmel und auff Erden sich Merckwürdiges begeben / allen und jeden Liebhabern zur wohlgemeynten Ergetzung / Dabey auch zugleich der Julianische Calender / denen Herren Kauff-Leuten und Correspondenten zu Dienste vollkömmlich vorgestellt / und mit Fleiß beschrieben von Paul Halcken, Mathem. In der Socieatät der Kunst-Rechner / dem Haltenden.